# Pro Patria et Libertate Unione degli Sports Bustesi 1938-1939
Questa pagina raccoglie le informazioni riguardanti la Pro Patria et Libertate Unione degli Sports Bustesi nelle competizioni ufficiali della stagione 1938-1939.

## Stagione
Nella stagione 1938-1939 la Pro Patria ha disputato il girone C del Campionato Serie C, con 30 punti ha ottenuto il quarto posto in classifica a otto punti dalla vetta. La società bustocca ha un nuovo presidente, l'imprenditore tessile Cav. Giovanni Calcaterra, deciso ad investire risorse per riportare la Pro Patria ai fasti che la storia recente gli aveva assegnato. Cambia anche la direzione tecnica con l'allenatore Mario Meneghetti ex giocatore di Novara e Juventus, ed anche nazionale azzurro.
Nella formazione biancoblù, ceduto Vittorio Barberis in Serie A al Novara, si forma la mitica mediana composta da Vittorio Erba, da Egidio Crippa e da Felice Renoldi, indissolubile per alcune stagioni, che darà grandi soddisfazioni. Miglior marcatore di stagione, anche se perno di centrocampo, Vittorio Erba con otto reti. I Tigrotti disputano un onorevole campionato, con 30 punti si piazzano al quarto posto, nulla possono contro Varese e Brescia mattatrici del torneo.

## Rosa
| N. |                   | Ruolo | Calciatore        |
| -- | ----------------- | ----- | ----------------- |
|    | Italia (bandiera) | P     | Nino Almasio      |
|    | Italia (bandiera) | D     | Virgilio Ballabio |
|    | Italia (bandiera) | A     | Giovanni Barberis |
|    | Italia (bandiera) | P     | Ugo Bottini       |
|    | Italia (bandiera) | C     | Aldo Buratti      |
|    | Italia (bandiera) | A     | Mario Caccia      |
|    | Italia (bandiera) | D     | Giancarlo Crespi  |
|    | Italia (bandiera) | C     | Egidio Crippa     |
|    | Italia (bandiera) | A     | Piero Dondi       |
|    | Italia (bandiera) | C     | Vittorio Erba     |

| N. |                   | Ruolo | Calciatore        |
| -- | ----------------- | ----- | ----------------- |
|    | Italia (bandiera) | C     | Carlo Franchini   |
|    | Italia (bandiera) | A     | Flavio Maino      |
|    | Italia (bandiera) | D     | Walter Negroni    |
|    | Italia (bandiera) | D     | Battista Padovan  |
|    | Italia (bandiera) | C     | Paolino Piola     |
|    | Italia (bandiera) | C     | Felice Renoldi    |
|    | Italia (bandiera) | A     | Piero Romagnolo   |
|    | Italia (bandiera) | A     | Vittorio Torti    |
|    | Italia (bandiera) | C     | Gustavo Tremolada |

## Risultati

### Serie C

#### Girone di andata
| Arbitro: | Cardinali (Milano) |

|                              |           |          |
| Arienti 19’, 36’ Ferrari 88’ | Marcatori | 59’ Erba |

| Arbitro: | Reggiani (Brescia) |

|                                       |           |              |
| Maino 42’, 70’ Barberis 75’ Dondi 77’ | Marcatori | 88’ Bellotti |

| Arbitro: | Mastrazzi (Brescia) |

|                              |           |  |
| Tremolada 25’ Dondi 68’, 79’ | Marcatori |  |

| Arbitro: | Fuhrmann (Omegna) |

|                         |           |              |
| Albini 20’ Correnti 46’ | Marcatori | 71’ Barberis |

| Arbitro: | Gorini (Milano) |

|                        |           |  |
| Barberis 19’ Torti 65’ | Marcatori |  |

| Arbitro: | Zavattaro (Casale Monferrato) |

|           |           |                        |
| Conca 58’ | Marcatori | 48’ Piola 88’ Barberis |

| Arbitro: | Nerozzi (Verona) |

|  |           |           |
|  | Marcatori | 47’ Musso |

| Arbitro: | Milanone Ridor (Biella) |

|              |           |                                                 |
| Cavadini 31’ | Marcatori | 33’, 77’ Erba 44’ (rig.) Barberis 56’ Franchini |

| Arbitro: | Zelocchi (Modena) |

|          |           |  |
| Erba 10’ | Marcatori |  |

| Arbitro: | Camiolo (Milano) |

|         |           |  |
| Tosi 9’ | Marcatori |  |

| Busto Arsizio 18 dicembre 1938 11ª giornata | Pro Patria        | 0 – 0 | Varese | Stadio Comunale\| Arbitro: \| Barbieri (Genova) \| |
| Arbitro:                                    | Barbieri (Genova) |       |        |                                                    |

| Arbitro: | Masini (Genova) |

|              |           |                                         |
| Amarilli 80’ | Marcatori | 6’ (aut.) Dutto 15’ Tremolada 65’ Torti |

| Arbitro: | Pasturenti (Voghera) |

|           |           |  |
| Piola 47’ | Marcatori |  |

### Girone di ritorno
| Arbitro: | Fuhrmann (Omegna) |

|                                              |           |                          |
| Tremolada 2’ Piola 6’ Barberis 36’ Torti 58’ | Marcatori | 43’ Arienti 62’ Barzaghi |

| Arbitro: | Zambotto (Padova) |

|                                     |           |                        |
| Severi 34’ Pravettoni 65’, 68’, 88’ | Marcatori | 7’, 40’ Torti 80’ Erba |

| Sesto Calende 29 gennaio 1939 16ª giornata | SIAI Marchetti    | 0 – 0 | Pro Patria | Campo Alfredo Milano\| Arbitro: \| Coletti (Treviso) \| |
| Arbitro:                                   | Coletti (Treviso) |       |            |                                                         |

| Arbitro: | Ghetti (Modena) |

|                                |           |  |
| Dondi 27’ Tremolada 74’ (rig.) | Marcatori |  |

| Arbitro: | Motta (Pavia) |

|                              |           |  |
| Marin 25’ Negroni 44’ (aut.) | Marcatori |  |

| Arbitro: | Marini (Verona) |

|                       |           |            |
| Dondi 85’ Renoldi 87’ | Marcatori | 22’ Fovana |

| Arbitro: | Melioli (Genova) |

|                      |           |                                               |
| Audisio 4’, 26’, 65’ | Marcatori | 79’ Tremolada 80’ Negroni 88’ (aut.) Buscaino |

| Arbitro: | Ferrorelli (Napoli) |

|           |           |  |
| Maino 65’ | Marcatori |  |

| Legnano 12 marzo 1939 22ª giornata | Legnano            | 0 – 0 | Pro Patria | Stadio di via Pisacane\| Arbitro: \| Carminati (Milano) \| |
| Arbitro:                           | Carminati (Milano) |       |            |                                                            |

| Arbitro: | Milanone Ridor (Biella) |

|                   |           |  |
| Dondi 3’ Erba 73’ | Marcatori |  |

| Arbitro: | Viarengo (Asti) |

|                      |           |  |
| Boniforti 68’ (rig.) | Marcatori |  |

| Arbitro: | Masini (Monfalcone) |

|           |           |                                          |
| Maino 25’ | Marcatori | 10’, 35’ Degara 55’ Polak 58’ Malinverni |

| Arbitro: | Melioli (Genova) |

|                                       |           |                         |
| Sardi 36’, 67’ Collimedaglia 57’, 60’ | Marcatori | 30’ Maino 82’, 88’ Erba |

## Statistiche

### Statistiche di squadra
| Competizione       | Punti | In casa | In casa | In casa | In casa | In casa | In casa | In trasferta | In trasferta | In trasferta | In trasferta | In trasferta | In trasferta | Totale | Totale | Totale | Totale | Totale | Totale | DR  |
| Competizione       | Punti | G       | V       | N       | P       | Gf      | Gs      | G            | V            | N            | P            | Gf           | Gs           | G      | V      | N      | P      | Gf     | Gs     | DR  |
| ------------------ | ----- | ------- | ------- | ------- | ------- | ------- | ------- | ------------ | ------------ | ------------ | ------------ | ------------ | ------------ | ------ | ------ | ------ | ------ | ------ | ------ | --- |
| Serie C - girone C | ..    | .       | .       | .       | .       | ..      | ..      | .            | .            | .            | .            | ..           | .            | ..     | ..     | .      | .      | ..     | ..     | +.. |
| Coppa Italia       |       | .       | .       | .       | .       | ..      | ..      | .            | .            | .            | .            | ..           | .            | ..     | ..     | .      | .      | ..     | ..     | +.. |
| Totali             |       | .       | .       | .       | .       | ..      | ..      | .            | .            | .            | .            | ..           | .            | ..     | ..     | .      | .      | ..     | ..     | +.. |